# Similipecten oskarssoni
Similipecten oskarssoni is een tweekleppigensoort uit de familie van de Propeamussiidae. De wetenschappelijke naam van de soort is voor het eerst geldig gepubliceerd in 2009 door Dijkstra, Warén & Gudmundsson.